# Corts de València (1271)
Les Corts de València de 1271, Corts Generals del regne de València, foren convocades per Jaume el Conqueridor a petició dels nobles, eclesiàstics i ciutadans del regne per tal de realitzar correccions, esmenes i canvis en els Furs. Celebrades entre mitjan març i finals d'abril, és possible que el seu inici coincidís amb el jurament dels furs per part del rei, plasmat en el privilegi de 21 de març, si les diverses esmenes hagueren estat preparades amb anterioritat pels juristes, i que continuà durant un mes i mig, fins a la resolució de la possessió il·legal de terres, absolent els infractors i ratificant els béns als posseïdors, confirmada pel privilegi de 29 d'abril, amb la pretensió reial d'aconseguir dels ciutadans i de la petita noblesa l'acceptació de la territorialitat dels furs.
Realitzades les correccions, esmenes i canvis en els Furs, després d'acceptar en uns casos i refusar altres, el rei jura els nous furs, i obligava a fer el mateix als seus successors quan accediren al tron i visitaren per primera volta la ciutat de València. A canvi, les viles reials avançarien el pagament del monedatge, afegint una suma addicional.
En aquestes Corts Jaume I té clar que a ell li correspon la tasca legislativa, i accepta, al mateix temps, que no durà a terme cap modificació dels Furs sense el consentiment de les Corts. Per altra banda, intenta convertir els Furs en un dret territorial, malgrat l'oposició d'una part de la noblesa, que inclús es nega a assistir a les Corts al·legant estar sotmesos al Fur d'Aragó